# Jewgeni Solomonowitsch Golod
Jewgeni Solomonowitsch Golod (russisch Евгений Соломонович Голод, englische Transkription Evgenii oder Evgeny Solomonovich Golod; * 21. Oktober 1935 in Moskau; † 5. Juli 2018) war ein russischer Mathematiker, der sich mit Algebra, speziell Kommutativer Algebra und Homologischer Algebra befasste.
Golod war ein Schüler von Igor Schafarewitsch an der Lomonossow-Universität, an der er 1958 seinen Abschluss machte. 1961 bis 1966 war er Assistent an der Lomonossow-Universität (Abteilung Algebra), danach Dozent und ab 2000 Professor, nachdem er sich 1999 habilitierte (russischer Doktortitel).
1964 bewies er den Satz von Golod und Schafarewitsch über Klassenkörpertürme. Gleichzeitig gab er damit ein Gegenbeispiel zur verallgemeinerten Burnside-Vermutung der Gruppentheorie, indem er aufbauend auf der Arbeit mit Schafarewitsch zeigte, dass es endlich erzeugte, aber unendliche Torsionsgruppen gibt.
1963 erhielt er den Preis der Moskauer Mathematischen Gesellschaft.
Zu seinen Doktoranden gehört Wadim Schechtman.

## Schriften
- mit Shafarevich Über unendliche Klassenkörpertürme, Izvestija Akademia Nauka SSSR, Band 28, 1964, S. 261–272 (russisch)
- Über Nil-Algebren und endlich approximierbare p-Gruppen, Izvestija Akademia Nauka SSSR, Band 28, 1964, S. 273–276 (russisch)